# Brulleia brunnea
Brulleia brunnea är en stekelart som beskrevs av Van Achterberg 1983. Brulleia brunnea ingår i släktet Brulleia och familjen bracksteklar. Inga underarter finns listade.